# Ганчо Карушков
Ганчо Митев Карушков е заслужил български треньор по вдигане на тежести, роден в с. Михайлово, област Стара Загора.
Подготвил е редица тежкоатлети, достигнали до европейския, световен и олимпийски връх. Сред възпитаниците му са Асен Златев, Румен Александров, Минчо Пашов.
Дълги години Ганчо Карушков е треньор на националния отбор на Колумбия по вдигане на тежести. Под негово ръководство Колумбия печели първия златен олимпийски медал в историята си. Това става на летните олимпийски игри в Сидни, където Мария Изабел Урутия печели злато в категория до 75 кг. 4 години по-късно, в Атина, Мабел Москера печели бронзов медал в категория до 53 кг. На олимпиадата в Пекин и Диего Саласар взима сребро в категория до 62 кг.
От 2011 година Ганчо Карушков работи в Перу, където ръководи подготовката на националния отбор.
Умира на 28 февруари 2022 г.